# U17-världsmästerskapet i basket för damer
U17-världsmästerskapet i basket för damer hade premiär 2010. Turneringen spelas vartannat år. 

## Resultat
| År   | Värdnation    | Final          | Final    | Final         | Match om tredjepris | Match om tredjepris | Match om tredjepris |
| År   | Värdnation    | Vinnare        | Resultat | Tvåa          | Trea                | Resultat            | Fyra                |
| ---- | ------------- | -------------- | -------- | ------------- | ------------------- | ------------------- | ------------------- |
| 2010 | Frankrike     | USA U17        | 92–62    | Frankrike U17 | Kina U17            | 85–73               | Belgien U17         |
| 2012 | Nederländerna | USA U17        | 75–62    | Spanien U17   | Kanada U17          | 84–77               | Japan U17           |
| 2014 | Tjeckien      | USA U17        | 77–75    | Spanien U17   | Ungern U17          | 67–61               | Tjeckien U17        |
| 2016 | Spanien       | Australien U17 | 62–38    | Italien U17   | USA U17             | 65–50               | Kina U17            |
| 2018 | Belarus       | USA U17        | 92–40    | Frankrike U17 | Australien U17      | 57–51               | Ungern U17          |
| 2022 | Ungern        | USA U17        | 84–62    | Spanien U17   | Frankrike U17       | 84–82               | Kanada U17          |
| 2024 | Mexiko        | USA U17        | 84–64    | Kanada U17    | Spanien U17         | 47–39               | Frankrike U17       |
| 2026 | Tjeckien      |                | –        |               |                     | –                   |                     |

### Fotnoter
1. ↑  ”news – Press Release no. 39: FIBA introduces FIBA U17 World Championship”. Arkiverad från originalet den 5 september 2008. https://www.webcitation.org/5abg469H1?url=http://www.noticias.info/Archivo/2005/200511/20051128/20051128_122596.shtm. Läst 5 september 2008.